# Petrona Simonino

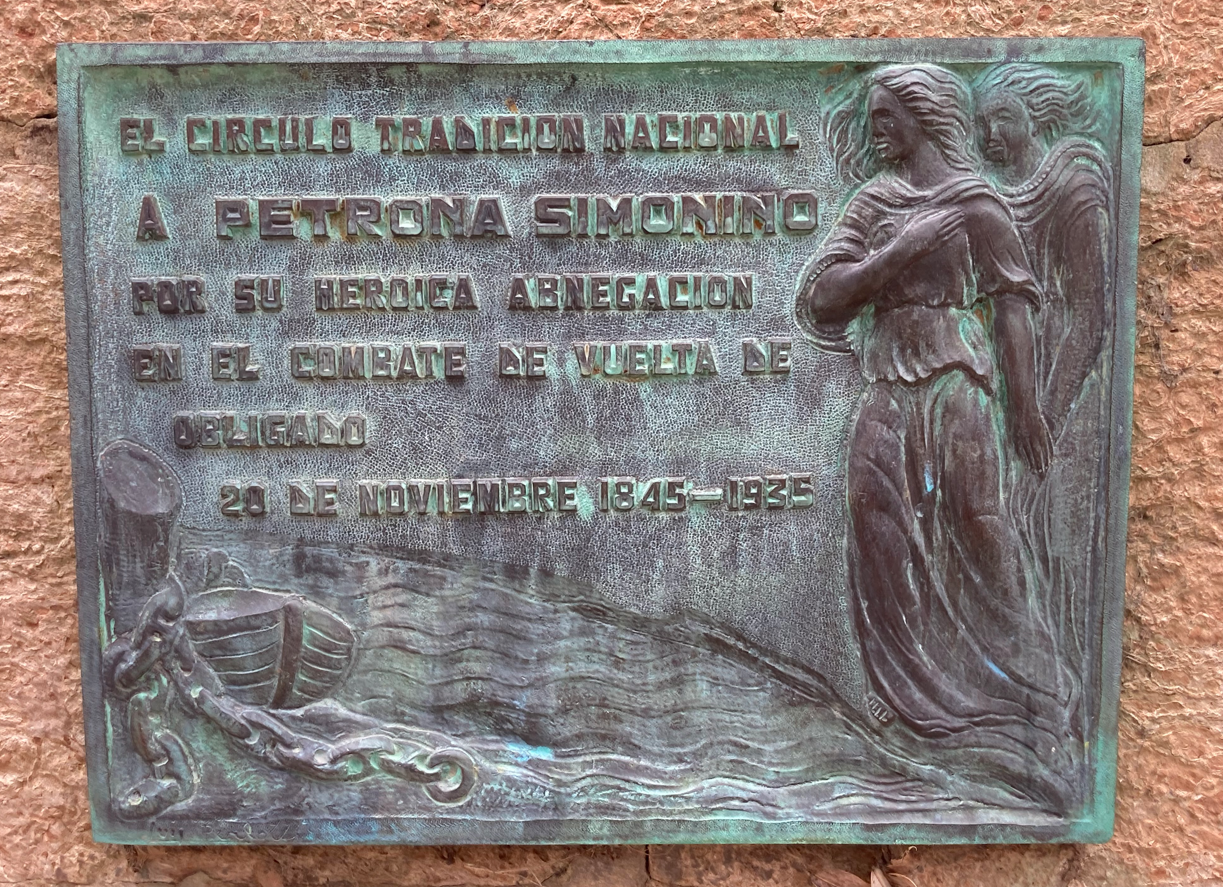
Placa que homenajea a Petrona Simonino en Obligado, provincia de Buenos Aires.

Petrona Simonino (1811-1887), apodada La Nicoleña y cuyo apellido real era Simounin, fue una mujer argentina nacida en San Nicolás de los Arroyos, provincia de Buenos Aires, que participó activamente en la batalla de la Vuelta de Obligado, en el marco de la Guerra del Paraná.
En dicha batalla, sucedida el 20 de noviembre de 1845 y en la que la Confederación Argentina combatió contra la Marina Real Británica y la Marina Francesa, Petrona Simonino encabezó un grupo de mujeres entre las que se encontraban Josefa Ruiz Moreno, Rudecinda Porcel, María Ruiz Moreno, Carolina Suárez, Francisca Nabarro y Faustina Pereira. Entre otras labores logísticas transportaban municiones y agua, se encargaban de las tareas de enfermería y participaban en la carga de pólvora de los cañones con los que los argentinos disparaban a las embarcaciones anglofrancesas.
Su labor fue destacada por Lucio Norberto Mansilla, el general a cargo de las tropas argentinas, con estas palabras:

...tuvieron que dejar aquel lugar, bajo un fuego abrasador, para alejar las carretas del Parque, con crecido número de heridos y familias, en las cuales se distinguió por su valor varonil la esposa del capitán Silva, doña Petrona Simonino.

Era hija de un francés de Marsella y de una joven criolla. En 1832, a los 21 años, se casó con el joven hacendado Juan de Dios Silva, a quien Juan Manuel de Rosas nombraría luego capitán por su capacidad, honradez, constancia y servicios en el pasaje de caballos. Con él, que también participó activamente en la batalla de Obligado, tuvo Petrona ocho hijos: Juan, Úrsula, Carlos, Emiliano, Felisa, Petrona, Ciríaco y Juana.
Falleció a los 76 años, en 1887.
En 1935 la revista El Hogar publicó una nota del teniente coronel Evaristo Ramírez Juárez que rescataba su historia del olvido. Una placa en Obligado, que aparecía en la nota antes de ser colocada, la recuerda desde ese mismo año.